# Gorgias (nhà triết học)
Gorgias (/ˈɡɔːrdʒiəs/; tiếng Hy Lạp cổ: Γοργίας, phát âm tiếng Hy Lạp cổ: [ɡorɡíaːs]; 485 TCN – 380 TCN), là nhà triết học người Hy Lạp. Ông là nhân vật chính trong đối thoại Gorgias do Plato viết. 

## Tiểu sử
Gorgias làm đại sứ tại Athens vào năm 427 TCN. Về sau, ông ở đây để có thể giảng dạy về ngữ nghĩa học. Ông ra đi khi có tuổi thọ rất cao, khoảng 105 tuổi.

## Sự nghiệp triết học

### Tóm tắt
Gorgias là người đầu tiên đưa ngữ điệu văn xuôi và lời nói thông tục vào những lời tranh luận của mình. Ông là một nhà ngụy biện có danh tiếng. Tuy theo học triết học với Empedocles, nhưng ông lại chịu ảnh hưởng từ Zeno thành Elea. Gorgias là một người uyên thâm trên nhiều lĩnh vực khác nhauː vật lý, tu từ học,...

### Nhiệm vụ của triết học
Quan điểm của Gorgias đó là nhiệm vụ quan trọng nhất của triết học không phải là nghiên cứu và khám phá về thế giới xung quanh bản thân con người mà chỉ là trở thành một môi trường để con người thi thố tài năng biện luận với nhau. Điều này rất hợp lý đối với một nhà ngụy biện như Gorgias bởi Gorgias cũng như nhiềuu nhà ngụy biện khác đều đề cao khả năng biện luận (chính vì vậy họ có đóng góp lớn cho tu từ học).

### Tồn tạivàkhông tồn tại
Triết học mà Gorgias sáng tạo nên là triết học hư vô. Gorgias đã đề cập đến 3 mệnh đề, đó là: 
- Không tồn tại
- Nếu tồn tại thì không thể nhận biết
- Nếu tồn tại và nhận biết thì không thể diễn tả

Đây là một tư tưởng mang tính duy tâm.
Lập luận của Gorgias cho vân đề này như sauː
- Không tồn tại là cái không có thực tồn mà tồn tại và không tồn tại là các mặt đối lập nên nếu một bên là tồn tại thì bên kia sẽ là không tồn tại. Và đã có tồn tại thì không có không tồn tại.
- Nếu tồn tại nằm ở vị trí nào đó thì vị trí ấy khác với tồn tại và bao bọc lấy tồn tại. Cái bao bọc bao giờ cũng phải lớn hơn cái được bao bọc. Tồn tại, cái được bao bọc, lại được cho là cái vô hạn. Nói như vậy tức là phải có cái lớn hơn vô hạn. Điều này là không thể nào mà có được, vì vậy tồn tại không nằm ở vị trí nào cả.
- Giả sử cái tồn tại tồn tại trong chính bản thân nó thì có nghĩa tồn tại là một cái vật thể xác định nào đó. Như thế thì không thể phân biệt được nữa. Vậy không thể xảy ra trường hợp này.
- Nếu tồn tại là một thì nó phải có một trong hai trạng thái sauː gián đoạn hoặc liên tục. Nếu tồn tại là một thứ gián đoạn thì nó phải gồm các bộ phận cấu thành. Nếu tồn tại là liên tục thì phải xem nó là một đại lượng hoặc một vật thể. Nếu tồn tại là đại lượng thì chúng ta sẽ gặp mâu thuẫn là đại lượng vốn là cái tên ta dùng để chỉ những thứ ta phân chia được, nhưng ta lại cho ở trên là đại lượng có tính liên tục, tức là không phân chia được. Nếu tồn tại là vật thể lại càng mâu thuẫn càng đi xa khái niệm một vì vật thể nào cũng có 3 chiều, do vậy không thể nào trở thành đơn vị.

Từ 4 lập luận trên, Gorgias đi đến kết luận là không có tồn tại và cũng không có cả không tồn tại luôn. Tức là chẳng có cái nào tồn tại cả.

### Nhận thức luận[4]
Nguyên tắc của Gorgias khi nghiên cứu nhận thức luận làː
| “ | Tư duy không cần có đối tượng, không cần có tồn tại, tồn tại không được sử dụng và không được nhận thức | ” |

So sánh một chút, Parmenides có đưa ra quan điểm là "mọi tư duy bao giờ cũng là tư duy về tồn tại".
Ta thấy một điểm khác biệt lớn trong quan điểm nhận thức luận của hai nhà triết học Hy Lạp này. Nếu Parmenides cho rằng tư duy và đối tượng của tư duy không thể nào chia cắt nhau thì Gorgias đã chia tư duy và đối tượng của tư duy ra làm hai. Ý kiến trên của Gorgias chưa đủː
| “         | Người ta có thể tư duy mà không cần đến tồn tại bởi vì tư duy của chúng ta có thể tư duy về những cái không thể nào có trên thực tế | ” |
| — Gorgias | |   |

| “         | Cho rằng thậm chí có tồn tại thì cũng không thể nhận thức được tồn tại vì vậy coi như tồn tại không có | ” |
| — Gorgias | |   |

| “         | Tồn tại phụ thuộc vào việc chúng ta có thể tư duy hay về việc tư duy về nguyên tắc là mâu thuẫn | ” |
| — Gorgias |                                                                                                 |   |

Những ý kiến trên không chỉ cho thấy Gorgias phủ nhận cái tồn tại như thế nào mà còn cho thấy tính duy tâm chủ quan khi cho rằng tồn tại phụ thuộc vào tư duy.
Ấy mới chỉ là nguyên tắc thứ nhất. Nguyên tắc thứ hai của ông đó là "mọi ý kiến đều sai lầm". Bản chất nguyên tắc này là nhận thức cái không thể nào biểu đạt. Để có thể đi tới bản chất đó, ta cần 3 hiện tượng sauː
- Mỗi sự vật chỉ được diễn đạt bằng một từ vù vậy không thể bao chứa hết nội dung của sự vật.
- Cùng một sự vật nhưng những thời điểm khác nhau thì có những nhận thức khác nhau.
- Cùng một thời điểm, cùng một sự vật, nhưng mỗi chủ thể sẽ có những cảm nhận khác nhau.

Kết luận lại, mọi biểu đạt đều là sai lầm.

### Nhà ngụy biện[5]
Gorgias đánh giá rất cao sức mạnh của ngôn ngữː
| “ | Lời nói có sức mạnh tác động đến trạng thái tâm hồn giống như thành phần thuốc tác động đến cơ thể. Giống như các loại thuốc khác nhau tống khứ những thứ dịch khác nhau ra khỏi cơ thể, một số diệt bệnh tật, một số khác diệt sự sống, lời nói cũng vậyː một số cho người nghe đỡ buồn, số khác an ủi, số thứ ba là sợ hãi, số thứ tư khơi dậy lòng dũng cảm, số thứ năm làm cho tâm hồn trở nên độc hại | ” |

Không chỉ có vậy, sớc mạnh của phương pháp thuyết phục của nghệ thuật hùng biện cũng được Gorgias đánh giá caoː
| “ | Nghệ thuật thuyết phục con người cao hơn nhiều mọi thứ nghệ thuật khác, vì nó làm cho mọi người trở thành nô lệ của mình một cách tự nguyện, chứ không phải bằng cưỡng bức | ” |

Nếu thuật ngữ sophism (chủ nghĩa ngụy biện) được hiểu theo nghĩa khá tích cực nếu ta nghiên cứu Protagoras thì ta sẽ phải hiểu thuật ngữ này một cách rất tiêu cực nếuu tìm hiểu Gorgias. Đối với Gorgias, triết học chỉ là sân chơi của các trò chơi của trí tuệ. Dù sao, sự dối trá ở đây là sự thông minh vì kẻ bị lừa ít thông minh hơn kẻ đi lừa.

### Tác phẩm
Tác phẩm còn tồn tại đến bây giờ của Gorgias là:
- Lời tán tụng dành cho Helen[2]
- Sự biện giải của Palamedes
- Bàn về không tồn tại (hay là từ thiện)[2]